# WAIFW-matrix
De WAIFW-matrix (Who Acquires Infection From Whom; 'wie wordt door wie besmet?') is een wiskundige matrix met transmissiecoëfficiënten βij, van een Markovketen.

## Voorbeeld
Als er 4 leeftijdsklassen zijn in het ziektecompartimentenmodel, dan kan de infectiekracht voor elke leeftijdsklasse zo samengesteld worden door een lineaire combinatie van de transmissiecoëfficiënten βij en het aantal infectieusen in elke klasse Ij:
{\displaystyle {\begin{bmatrix}\lambda _{1}\\\lambda _{2}\\\lambda _{3}\\\lambda _{4}\end{bmatrix}}={\begin{bmatrix}\beta _{11}&\beta _{12}&\beta _{13}&\beta _{14}\\\beta _{21}&\beta _{22}&\beta _{23}&\beta _{24}\\\beta _{31}&\beta _{32}&\beta _{33}&\beta _{34}\\\beta _{41}&\beta _{42}&\beta _{43}&\beta _{44}\end{bmatrix}}\cdot {\begin{bmatrix}I_{1}\\I_{2}\\I_{3}\\I_{4}\end{bmatrix}}}